# 栗林一石路
栗林 一石路（くりばやし いっせきろ、1894年（明治27年）10月14日 - 1961年（昭和36年）5月25日）は、日本の記者、俳人である。戦前の自由律俳句の俳人、プロレタリア俳句運動、小林一茶の評論研究家として知られる。本名は栗林 農夫（くりばやし たみお）。

## 経歴
長野県小県郡青木村に生まれる。1905年、母親の再婚にともない、栗林姓となる。1911年、荻原井泉水の自由律俳句誌『層雲』を読み、共感して同人に加入する。1920年に信濃黎明会が結成されると、普選運動や軍縮運動に参加。1923年に上京し、改造社に勤務しながら句作に励む。1927年、改造社を退社して新聞聯合社（のちに同盟通信社となる）に入社。社会部の記者となり岡村二一の部長時代に次長を務めた。在職中に青木宏という偽名を使い、「赤旗」に投句していた。
1929年、第一句集『シャツと雑草』を刊行。プロレタリア俳句運動に没頭し、1931年に『層雲』を離脱する。1934年、橋本夢道たちとともに『俳句生活』を創刊し、生活俳句を訴えた。同盟通信社会部長の時、1941年2月5日の朝、世田谷の自宅で治安維持法違反の容疑により逮捕された（新興俳句弾圧事件）。玉川警察署に連行され、2年4ヶ月を未決勾留のため巣鴨拘置所で過ごし、1943年12月の裁判では懲役2年（執行猶予3年）の判決となったが保護観察の対象とされ、同盟蓼科農場の責任者として終戦を迎えた。ジャーナリストとしては、1945年に松本重治たちと新聞「民報」を創刊、編集局長となる。同紙は1948年にGHQの用紙統制により廃刊となった。
戦後、1946年には石橋辰之助、東京三（秋元不死男）、富澤赤黄男、湊楊一郎らと新俳句人連盟を設立、初代幹事長に就任する。1948年には、『俳句芸術論』を刊行し、桑原武夫の「第二芸術論」の批判をした。その後も俳句運動の中心的存在として活躍した。またソ連のヤロビ農法の普及に努め、『ヤロビの谷間』を著した。1961年5月25日午後5時、世田谷区の自宅で肺結核のため死去。66歳没。
息子の栗林一路は登山家であり、『山の計画手帳』『中年からの山歩き入門』（共に山と溪谷社）など、登山に関する本を出版している。

## 主な著書
- 『シャツと雑草』（1929年）
- 『行路』（1940年）
- 『生活俳句論』（1940年）
- 『栗林一石路句集』（青木文庫、1955年）

『栗林一石路句集』（新日本文庫、1978年）
栗林農夫名義
- 『俳句芸術論』（新文芸社、1948年）
- 『時代のままっ子 - 小林一茶』（伊藤書店〈少年少女伝記読本〉、1949年）
- 『俳句と生活-その歴史と伝統』（岩波新書、1951年）
- 『ヤロビの谷間』（青木文庫、1954年）（ミチューリン運動を取材したルポ）